# Dajidae
Los dájidos (Dajidae) son una familia de crustáceos isópodos marinos. Sus 44 especies son ectoparásitas de crustáceos eufausiáceos y casi cosmopolitas.

## Géneros
Se reconocen los 18 siguientes:
- Allophryxus Koehler, 1911
- Antephyra Schultz, 1978
- Arthrophryxus Richardson, 1908
- Aspidophryxus G. O. Sars, 1883
- Branchiophryxus Caullery, 1897
- Colophryxus Richardson, 1908
- Dajus Krøyer, 1846
- Dolichophryxus Schultz, 1977
- Heterophryxus G. O. Sars, 1885
- Holophryxus Richardson, 1905
- Notophryxus G. O. Sars, 1883
- Oculophryxus Shields & Gómez-Gutiérrez, 1996
- Paradajus Nierstrasz & Brender à Brandis, 1923
- Paraspidophryxus Schultz, 1977
- Prodajus Bonnier, 1903
- Prophryxus Richardson, 1909
- Streptodajus Nierstrasz & Brender à Brandis, 1923
- Zonophryxus Richardson, 1903